# Dipea
Dipea (grec antic: Δίπαια, gentilici Διπαιεύς, català dipeenc) era una antiga ciutat d'Arcàdia al districte de Menàlia, a la vora del riu Helissont. La ciutat es va despoblar quan es fundà Megalòpolis l'any 370 aC i els seus habitants s'hi instal·laren.
Segons Heròdot aquest va ser el lloc d'una batalla entre espartans i arcadis (excepte els de Mantinea, que eren aliats d'Esparta) en algun moment entre el 479 aC i el 464 aC. És possible que correspongui a l'actual Davia, que altres identifiquen amb Mènal.